# Одинга, Огинга
Огинга Аджума Одинга (англ. Jaramogi Ajuma Oginga Odinga; 1911—1994) — кенийский политик, первый вице-президент Кении с декабря 1964 по апрель 1966.

## Биография
Родился в деревне Ньямира Канга в полигамной семье. Принадлежит к Луо.Окончил среднюю школу Масемо, а затем — престижную Объединенную школу в Кикуйюленде. С 1939 по 1943 года работал в средней школе Масемо учителем и был директором ветеринарной школы в этом же городе. Позже занялся бизнесом и создал «Ассоциацию бережливости луо» — одну из первых бизнес-организаций Африки, занимав пост её директора с 1947 до 1962 года.
В 1957 году стал членом законодательного совета колонии. Стал одним из лидеров борьбы за независимость страны. В 1960 году стал лидером партии «Национальный союз африканцев Кении» (КАНУ), представлял её левое крыло.
После объявления независимости Кении Одинга становится членом правительства в качестве министра иностранных дел, с 1964 года — вице-президент Кении.
Из-за конфликта с президентом Кениатой слагает с себя полномочия вице-президента. После провала на выборах партаппарата КАНУ Одинга создаёт новую партию — Союз народа Кении. Но её запретили после убийства бывшего лидера КАНУ Мбойи, обвинив СНК в массовых беспорядках. Лидеры партии были арестованы, а Кения стала однопартийным государством.
После выхода из тюрьмы в 1971 году Одинга снова становится членом КАНУ, но с запретом баллотироваться на выборах от партии в течение 20 лет. В 1982 году Огингу вновь исключают из партии по подозрению в подготовке покушения на президента Даниэля арапа Мои.
В 1990-х годах Одинга возвращается в политику. Он становится лидером партии «Форум за восстановление демократии» (ФОРД). Конфликт с другим лидером партии Матибой приводит к расколу партии. Одинга возглавил партию «ФОРД-Кения», но терпит неудачу и на президентских, и на парламентских выборах.
Умер в январе 1994 года в госпитале города Кисуму. Его сын Раила в 2008—2013 годах занимал пост премьер-министра Кении.